# Stylaster asper
Stylaster asper är en nässeldjursart som beskrevs av Kent 1871. Stylaster asper ingår i släktet Stylaster och familjen Stylasteridae. Inga underarter finns listade i Catalogue of Life.